# Charles-Joseph Godde
Pour les articles homonymes, voir Godde.
Charles-Joseph Godde, né à Paris le 13 avril 1821 et mort dans la même ville le 16 juillet 1852, est un sculpteur français.

## Biographie
Godde est admis à l’École des beaux-arts de Paris dans l'atelier de James Pradier. En 1841, il obtient le premier prix de Rome en sculpture sur le thème de La Mort de Démosthène. Il séjourne à la villa Médicis à Rome entre 1842 et 1845, d’où il envoie plusieurs de ses réalisations à Paris.
Il meurt à Paris le 16 juillet 1852.

## Œuvres dans les collections publiques
- Paris, École nationale supérieure des beaux-arts :
  - Mort de Démosthène, 1841, bas-relief en plâtre, premier prix de Rome de sculpture[2],[3] ;
  - Mars Ludovisi, 1842, statue en marbre, copie d'un antique du musée des Thermes de Dioclétien à Rome[4].